# Komárov
Komárov és un poble i municipi d'Eslovàquia. Es troba a la regió de Prešov, al nord del país.

## Història
La primera referència escrita de la vila data del 1355.

## Demografia
| Godina             | 1994 | 2004   | 2014   | 2024    |
| ------------------ | ---- | ------ | ------ | ------- |
| Nombre de persones | 398  | 408    | 424    | 473     |
| Diferència         |      | +2,51% | +3,92% | +11,55% |

| Godina             | 2023 | 2024   |
| ------------------ | ---- | ------ |
| Nombre de persones | 462  | 473    |
| Diferència         |      | +2,38% |